# Phaeophilacris ornatipes
Phaeophilacris ornatipes är en insektsart som beskrevs av Lucien Chopard 1958. Phaeophilacris ornatipes ingår i släktet Phaeophilacris och familjen syrsor. Inga underarter finns listade i Catalogue of Life.